# 大塚拓
大塚拓（1973年6月14日—），日本政治家。自由民主黨所屬的眾議院議員（當選3期）。黨內所屬派閥是清和政策研究會（安倍派）。
妻子是前朝日電視台播報員、現參議院議員丸川珠代。

## 生平
先後就讀於慶應義塾幼稚舍、慶應義塾、慶應義塾高等學校，1993年3月高中畢業。1993年4月，進入慶應義塾大學法學部政治學科。1997年3月，大學本科畢業。1997年4月，入職東京三菱銀行（現三菱東京UFJ銀行）。
2003年3月，離開銀行界。為了前往美國留學的費用以及父親的醫護費用，開始不動產投資。2003年7月，前往美國，參加哈佛大學暑期課程。2003年9月，入讀哈佛大學約翰·F·甘迺迪政府學院公共政策碩士課程。2005年6月，取得碩士資格回國。
2005年，獲得自由民主黨提名出戰第44屆日本眾議院議員總選舉，在比例東京選區單獨出馬參選，成功當選。2008年6月16日，與前朝日電視台播報員、參議院議員丸川珠代結婚。6月20日，與丸川一起加入清和政策研究會（町村派）。
2008年9月17日，被指定作為大野松茂的後繼，下次大選在埼玉縣第9區，大野親自擔任大塚的選舉對策本部長。不過在2009年8月30日舉行的第45屆日本眾議院議員總選舉，和很多2005年首次當選的新人議員一樣，大塚未能成功連任。
2012年12月16日的第46屆日本眾議院議員總選舉，大塚再度挑戰埼玉縣第9區，結果以6萬票絕對優勢擊敗上次的對手五十嵐文彥（民主黨），成功單選，而且五十嵐未能在比例區復活當選。

## 人物
- 興趣是單簧管演奏。
- 父親出自大塚製靴持有人的家族，但是父親和母親都仍需要老齡介護。
- 高中曾留級一年。
- 2006年2月17日，母親遭遇詐騙案。[3]
- 2007年自由民主黨總裁選舉，和片山五月、豬口邦子、佐藤由佳利、小池百合子、牧原秀樹、田中良生等人一起聯署希望前首相小泉純一郎重新出山接管大局。

## 主要所属議員聯盟
- 日中友好議員聯盟
- 外國人材交流推進議員聯盟
- 日韓議員聯盟
- 自民黨動物愛護管理推進議員聯盟
- 再挑戰支援議員聯盟

## 外部連結
- 大塚拓　官方網站 （页面存档备份，存于）